# Sematophyllum negrense
Sematophyllum negrense là một loài Rêu trong họ Sematophyllaceae. Loài này được (Spruce ex Mitt.) W.R. Buck miêu tả khoa học đầu tiên năm 1982.